# وبر (کانزاس)
وبر (به انگلیسی: Webber) شهری در ایالت کانزاس کشور ایالات متحده آمریکا است که جمعیت آن در سرشماری سال ۲۰۱۰ میلادی، ۲۵ نفر بوده‌است.